# Lake Parangi
Der Lake Parangi ist ein See im Otorohanga District der Region Waikato auf der Nordinsel von Neuseeland.

## Geographie
Der U-förmigen Lake Parangi befindet sich auf einer Halbinsel zwischen Aotea Harbour im Norden und Kawhia Harbour im Süden. Der Ort Kawhia liegt nur rund 2,5 km südlich entfernt. Der See, der auf einer Höhe von 46 m am Rande der Dünen liegt und rund 2,3 km östlich der Küste zur Tasmansee zu finden ist, erstreckt sich in seiner U-Form über eine Länge von rund 935 m und misst an seiner breitesten Stelle rund 285 m. Dabei nimmt der See eine Fläche von rund 12,2 Hektar ein und kommt auf einer Uferlinie von insgesamt 2,54 km. Die maximale Tiefe des Sees wurde mit 16 m ermittelt.
Das Wassereinzugsgebiet des unter Einfluss von landwirtschaftlicher Nutzung stehenden Sees umfasst rund 1,22 km², wobei Wasserzuläufe und -abläufe des Sees nicht erkennbar sind.